# Anthemis cupaniana
Anthemis cupaniana — вид квіткових рослин з родини айстрових (Asteraceae).

## Біоморфологічна характеристика

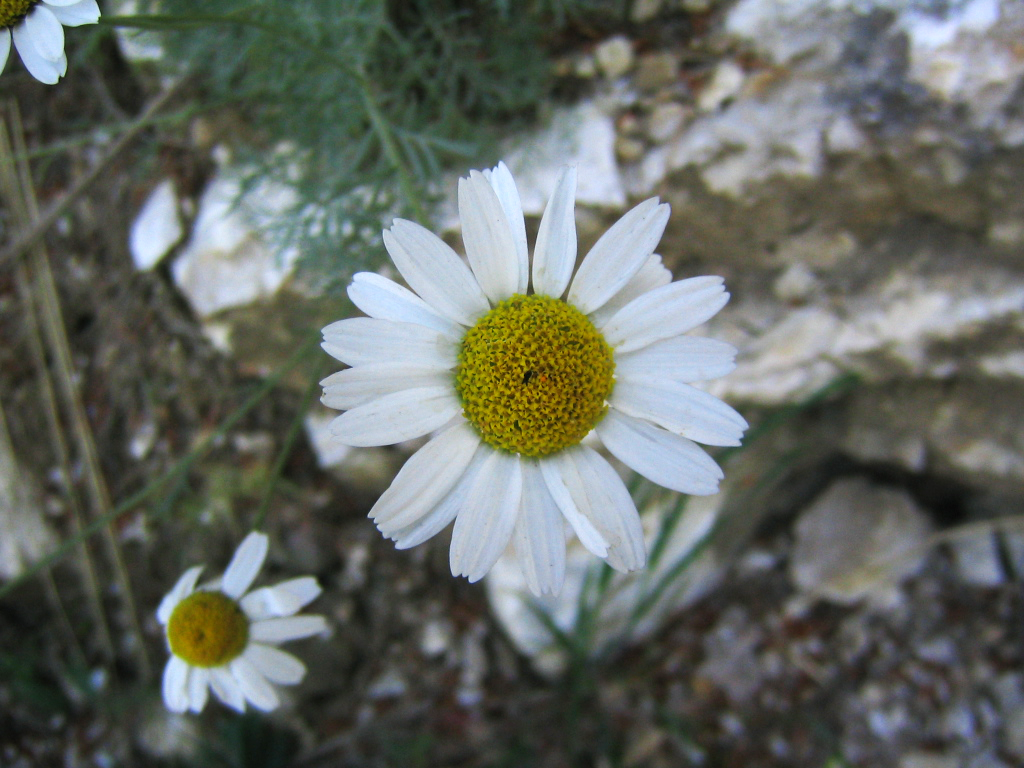

Багаторічний кущистий вид з 10–60 см гіллястим облистненим стеблом, з приємним ароматом ромашки. Листя розміром 1–5 см. Квітконосні суцвіття 2–4 см в діаметрі з розкритими язичками. Квітки білі язичкові периферійні з ланцетно-лопатчатими язичками 3–5 × 8–16 мм; центральні жовті квіти.

## Поширення
Ендемік Сицилії; інтродукований до Англії.

## Синоніми
- Anthemis cupaniana Tod.
- Anthemis sicula (Guss.) Lojac.